# Alessandro Matri
Alessandro Matri, född den 19 augusti 1984 i Sant'Angelo Lodigiano, är en italiensk fotbollsspelare. Han spelar för den italienska klubben Brescia, på lån från Sassuolo.